# 浮雲 (映画)
『浮雲』（うきぐも）は、1955年1月15日公開の日本映画である。東宝製作・配給。監督は成瀬巳喜男、主演は高峰秀子、森雅之。モノクロ、スタンダード、124分。
原作・林芙美子、脚本・水木洋子という不世出の作家2人の大作で、監督の成瀬と主演の高峰にとっても生涯の代表作となった。なお、若き日の岡本喜八がチーフ助監督を務めており、撮影、美術、音楽などで「成瀬組」の名スタッフが勢揃いした作品でもある。小津安二郎は「俺にできないシャシンは溝口の『祇園の姉妹』と成瀬の『浮雲』だけだ」と語っている。

## あらすじ

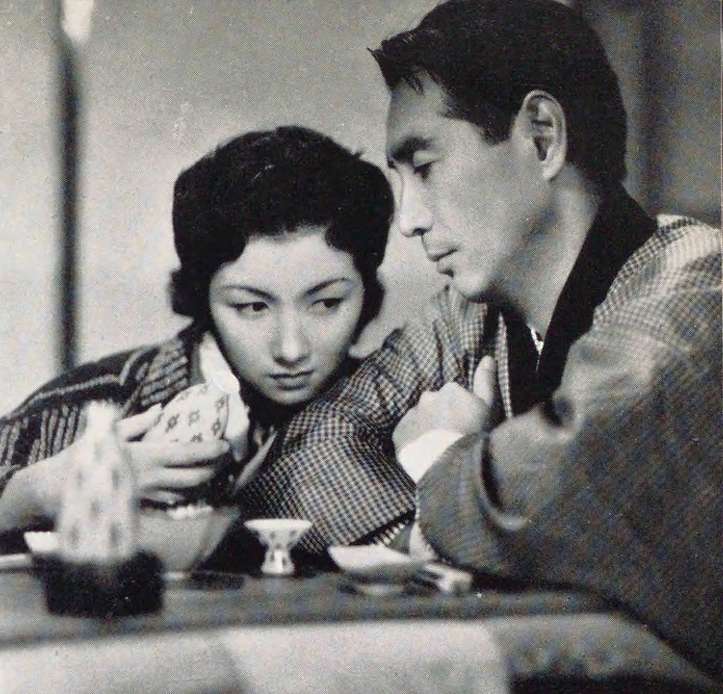
高峰秀子、森雅之

戦時中の1943年、農林省のタイピストとして仏印（ベトナム）へ渡ったゆき子は、同地で農林省技師の富岡に会う。当初は富岡に否定的な感情を抱いていたゆき子だが、やがて富岡に妻が居ることを知りつつ2人は関係を結ぶ。終戦を迎え、妻・邦子との離婚を宣言して富岡は先に帰国する。
後を追って東京の富岡の家を訪れるゆき子だが、富岡は妻とは別れていなかった。失意のゆき子は富岡と別れ、米兵の情婦になる。そんなゆき子と再会した富岡はゆき子を詰り、ゆき子も富岡を責めるが結局2人はよりを戻す。
終戦後の混乱した経済状況で富岡は仕事が上手くいかず、米兵と別れたゆき子を連れて伊香保温泉へ旅行に行く。当地の「ボルネオ」という飲み屋の主人、清吉と富岡は意気投合し、2人は店に泊めてもらう。清吉には年下の女房おせいがおり、彼女に魅せられた富岡はおせいとも関係を結ぶ。ゆき子はその関係に気づき、2人は伊香保を去る。
妊娠が判明したゆき子は再び富岡を訪ねるが、彼はおせいと同棲していた。ゆき子はかつて貞操を犯された義兄の伊庭杉夫に借金をして中絶する。術後の入院中、ゆき子は新聞報道で清吉がおせいを絞殺した事件を知る。
ゆき子は新興宗教の教祖になって金回りが良くなった伊庭を訪れ、養われることになる。そんなゆき子の元へ落魄の富岡が現れ、邦子が病死したことを告げる。
富岡は新任地の屋久島へ行くことになり、身体の不調を感じていたゆき子も同行する。船内で医者からは屋久島行きを止められるが、ゆき子は無理強いをする。しかしゆき子の病状は急激に悪化し、現地へ着いた頃には身動きもままならない事態に陥った。ある豪雨の日、勤務中の富岡に急変の知らせが届くが、駆けつけた時には既にゆき子は事切れていた。
他人を退け、富岡は泣きながらゆき子に死化粧を施した。

## キャスト
- 幸田ゆき子：高峰秀子
- 富岡兼吾：森雅之（大映）
- おせい：岡田茉莉子
- 伊庭杉夫：山形勲
- 邦子（富岡の妻）：中北千枝子
- 向井清吉：加東大介
- アヤ（飲み屋の娘）：木匠マユリ
- のぶ（屋久島の小母さん）：千石規子（東映）
- 牧田試験所長（ダラット）：村上冬樹
- 比嘉医師：大川平八郎
- 加野事務官（ダラット）：金子信雄
- ジョオ（米兵）：ロイ・H・ジェームス
- 大日向教教主：林幹
- 治療を受ける信者：谷晃
- 丸高モートル支配人：恩田清二郎
- 安南人の女中：森啓子
- 荒物屋のおかみ：馬野都留子
- 新聞を読む女：音羽久米子
- 伊豆長岡の旅館の女中：三田照子
- おしげ（信者の婦人）：中野俊子
- 鹿児島の旅館の女中：持田和代
- 伊庭の下宿の小母さん：出雲八枝子
- 太田金作：瀬良明
- 田村事務官（屋久島）：堤康久
- 登戸事務官（屋久島）：鉄一郎
- アパートの住人A：大城政子
- 富岡の母：木村貞子
- 看護婦：江幡秀子
- 伊香保の旅館の女中：河美智子
- アパートの住人B：上遠野澄代
- 運送屋：桜井巨郎
- アパートの男の子：日吉としやす
- 信者の娘：鏑木ハルナ

※以下はノンクレジット

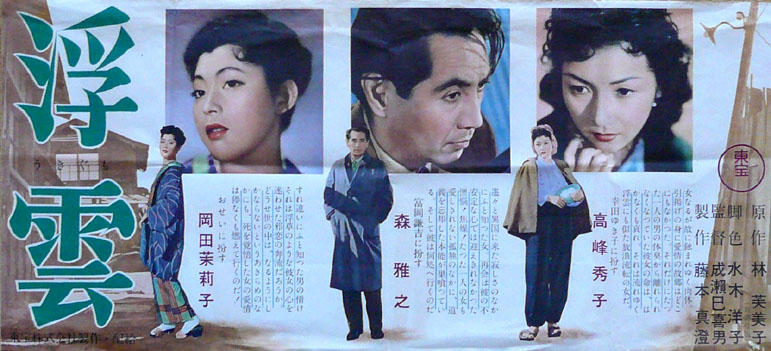
ポスター

- バー「ボルネオ」の女給：北野八代子、平三富子
- 伊豆長岡の旅館の番頭：佐田豊
- 看護婦：花房一美
- 伊香保の芸者：寺沢弘子
- 踊る信者：高原とり子、一万慈鶴恵、吉頂寺晃、安芸津広、今泉廉、市川絹子
- 屋久島営林署職員：橘正晃、川又吉一
- 屋久島の主婦：小沢経子、山千也子

## スタッフ
- 監督：成瀬巳喜男
- 製作：藤本真澄
- 原作：林芙美子
- 脚本：水木洋子
- 音楽：斎藤一郎
- 撮影：玉井正夫
- 美術：中古智
- 録音：下永尚
- 照明：石井長四郎
- 編集：大井英史
- チーフ助監督：岡本喜八
- 製作担当者：板谷良一
- 特殊技術：東宝技術部
- 現像：光映新社

## 受賞歴
- 第29回キネマ旬報ベスト・テン日本映画第1位、監督賞、主演女優賞、主演男優賞
- 第6回ブルーリボン賞作品賞
- 第10回毎日映画コンクール日本映画大賞、監督賞、録音賞、女優主演賞

### ランキング
- 1959年：「日本映画60年を代表する最高作品ベストテン」（キネマ旬報社発表）第6位
- 1979年：「日本公開外国映画ベストテン（キネ旬戦後復刊800号記念）」（キネ旬発表）第4位
- 1989年：「日本映画史上ベストテン（キネ旬戦後復刊1000号記念）」（キネ旬発表）第4位
- 1989年：「大アンケートによる日本映画ベスト150」（文藝春秋発表）第5位
- 1995年：「オールタイムベストテン」（キネ旬発表）
  - 「日本映画編」第3位
  - 「世界映画編」第18位
- 1999年：「映画人が選ぶオールタイムベスト100・日本映画編（キネ旬創刊80周年記念）」（キネ旬発表）第2位
- 2009年：「映画人が選ぶオールタイムベスト100・日本映画編（キネ旬創刊90周年記念）」（キネ旬発表）第3位

## エピソード
- 当初主演を依頼された高峰は「こんな大恋愛映画は自分には出来ない」と考え、自分の拙さを伝えるために台本を全て読み上げたテープを成瀬らに送ったが、それが気合いの表れと受け取られ、ますます強く依頼される羽目になった。
- ゆき子と富岡は何度も衝突しそのたびによりを戻すが、脚本を書いた水木洋子はその別れられない理由について「身体の相性が良かったからに決まっているじゃない」といった類の発言をしている。
- 仏印と屋久島の場面は現地に出向かず、伊豆でロケを行っている。なお、屋久島行きの船が出航する港の場面は、実際に鹿児島でロケをしている。[1]
- 1980年代に吉永小百合と松田優作のダブル主演でリメイクが計画されたが、本作のファンであり、高峰を尊敬していた吉永が「私には演じられない」と断ったため実現しなかった。[2]

## 評価
小津安二郎は「この間『浮雲』を見たが、いいね。大人の鑑賞に十分たえる。大変なもんだ。その少し前に『狂熱の孤独』ってフランス映画を見たんだが、問題じゃない。『浮雲』の成瀬のうまさーー長足の進歩をとげてるね。中篇的な監督から、ガカイのある大物になったという感じだ。そりゃ、二、三の欠点はある......それを入れても、今迄の日本映画の最高のレベルを行ってるよ。あれを見たんで今年の仕事が延びちゃった」と語っている。